# Evropska piratska stranka
Evropski pirati ( PIRATI ) ali Evropska piratska stranka ( EPS ) je združenje strank, ki si prizadevajo, da bi jih Evropska unija priznala kot evropsko politično stranko .  Ustanovljena je bila 21. marca 2014 v Evropskem parlamentu v Bruslju v okviru konference o „ Upravljanju evropskega interneta in onkraj“  sestavljena pa je iz piratskih strank evropskih držav.   
Edina članica iz Slovenije je Piratska stranka Slovenije. 